# Sanjeev Arora
Sanjeev Arora (Jodhpur, Rayastán, enero de 1968) es un informático teórico, más conocido por su trabajo en la clase de los problemas PCP (probabilistically checkable proofs), y en particular, en el teorema PCP. Actualmente se desempeña como profesor en ciencias de la computación en la Universidad de Princeton, y su investigación incluye las áreas de complejidad computacional, usos de algoritmos probabilistas, problemas PCPs, cómputo de problemas NP-hard mediante aproximación, y uso de geometría en espacios métricos.
Recibió su B.S. en Matemáticas con Ciencias de la Computación en el MIT en 1990, y su Ph.D. en Ciencias de la Computación en la Universidad de California, Berkeley en 1994 bajo la supervisión de Umesh Vazirani.
Su tesis de doctorado en PCP recibió el Premio ACM Doctoral Dissertation en 1995. Fue galardonado con el Premio Gödel por su trabajo en el teorema PCP en 2001, y en 2008 fue inducido como miembro honorario de la Association for Computing Machinery.
Fue incluido en el ranking del Indian Institute of Technology Joint Entrance Examination por primera vez en 1986.